# Verkehrsunfall auf dem Taconic State Parkway im Juli 2009
Bei dem Verkehrsunfall auf dem Taconic State Parkway am 26. Juli 2009 um etwa 13:30 Uhr Ortszeit auf der Schnellstraße Taconic State Parkway im Staat New York (USA) starben acht Menschen, verursacht hatte ihn eine Falschfahrerin. Der Unfall war der mit den meisten Todesopfern in Westchester County seit dem 22. Juli 1934, als es bei einem Bus-Unfall in Ossining zu 20 Todesopfern gekommen war.

## Unfalltag

### Vor dem Unfall
Am 26. Juli 2009 verließ die spätere Unfallverursacherin, die 36-jährige Diane Schuler, gegen 9:30 Uhr mit einem roten Ford Windstar einen Campingplatz in Parksville in den Catskill Mountains. Ihr Ziel war das rund 230 Kilometer entfernte West Babylon auf Long Island. Mit ihr fuhren fünf Kinder: ihr fünfjähriger Sohn, ihre zweijährige Tochter und die Töchter (5, 7 und 8 Jahre alt) ihres Bruders Warren Hance, dem auch das Auto gehörte. Laut der Aussage der Campingplatzinhaberin machte Schuler zu diesem Zeitpunkt einen nüchternen Eindruck. Kurz nach der Abfahrt hielt Schuler bei einer Tankstelle in Liberty, New York, wo sie versuchte, ein rezeptfreies Schmerzmittel zu bekommen, das es in der Tankstelle aber nicht gab.
Wenige Minuten nach 11 Uhr fuhr sie Richtung Osten über die Tappan Zee Bridge. Zeugen berichteten später, auf der Straße einen aggressiv fahrenden roten Minivan gesehen zu haben. Er fuhr zu dicht auf, benutzte die Lichthupe und hielt nicht die Spur. Laut einem Polizeibericht wurde Schuler um etwa 11:45 Uhr und etwas später nochmals gesehen, als sie neben einer Straße in einer Körperhaltung stand, als ob sie erbrechen würde. Gegen 13 Uhr ging ein weiterer Anruf bei Hance ein, während dessen eine von Schulers Nichten ihrem Vater mitteilte, dass ihre Tante Probleme hätte, klar zu sehen und zu sprechen. Die Polizei geht davon aus, dass Schuler den Wagen zumindest für einen kurzen Zeitpunkt während des Telefonats in einer Parkbucht hinter der Mautstelle der Tappan Zee Bridge angehalten hatte. Weiteren Angaben zufolge hatte Hance seine Schwester davor gewarnt, weiterzufahren. Schulers Mobiltelefon wurde später von einem Autofahrer in der Nähe der Mautstelle gefunden.
Um 13:33 Uhr riefen zwei Autofahrer die Polizei, nachdem Schuler an ihnen vorbei in falscher Richtung auf den Taconic State Parkway aufgefahren war. In den darauf folgenden Minuten gingen vier weitere Anrufe bei der Polizei ein. Sie schilderten, dass sich ein Geisterfahrer auf dem Parkway befinde.

### Unfall
Schulers Minivan fuhr 2,5 km südlich auf der nördlichen Überholspur des Parkways, bis es gegen 13:35 Uhr zu dem frontalen Zusammenstoß mit einem Chevrolet TrailBlazer kam, welcher dann wiederum einen Chevrolet Tracker traf. 

### Todesopfer und Verletzte
Schuler, ihre Tochter und zwei ihrer Nichten sowie die drei Insassen des Chevrolet TrailBlazer verstarben noch am Unfallort. Die zwei Fahrzeuginsassen des Chevrolet Tracker kamen mit nur leichten Verletzungen davon. Die überlebende, schwer verletzte Nichte Schulers und ihr Sohn kamen in ein Krankenhaus. Dort verstarb die Nichte noch am selben Tag, der Sohn überlebte. Er erlitt mehrere Knochenbrüche sowie eine schwere Kopfverletzung und musste noch bis Oktober 2009 im Krankenhaus behandelt werden. Berichten zufolge wurden Reste einer Wodkaflasche im Autowrack gefunden.

## Drogen- und Alkoholeinfluss
Die Ermittlungen zu diesem Unfall erlangten nationale Aufmerksamkeit, da Diane Schulers Familie bestritt, dass sie während des Unfallzeitpunktes berauscht gewesen sein sollte. Im toxikologischen Bericht der Gerichtsmedizin wurde Schulers Blutalkoholkonzentration (BAK) mit 1,9 Promille angegeben (gesetzlich erlaubt ist in den USA ein Wert von 0,8 Promille). Außerdem ging aus dem Bericht eine hohe Konzentration von Tetrahydrocannabinol (THC) im Blut hervor. In der Folge kündigte der Witwer Daniel Schuler an, den Körper exhumieren zu lassen, um einen Haartest auf Drogen durchzuführen. Im Juli 2010 gab die New Yorker Polizei nach 11-monatiger Analyse ihren Abschlussbericht über den Unfall bekannt. Der Bericht bestätigte die vorangegangenen Befunde, dass Diane Schuler zum Unfallzeitpunkt betrunken war und eine hohe THC-Konzentration im Blut aufwies.

## Gerichtsverfahren
Nach Aussage eines Gerichtsmediziners wurde der Verkehrsunfall als Tötungsverbrechen eingestuft, nachdem bekannt wurde, dass die Opfer aufgrund Schulers Fahrweise zu Tode gekommen waren. Am 18. August 2009 gab die zuständige Staatsanwältin bekannt, dass es zu keiner Anklage kommen würde, da Schuler als einzig Schuldige verstorben war. Am 10. Dezember 2009 reichte die Familie des Unfallopfers Bastardi Klage gegen Schulers Witwer und Erben Daniel Schuler und auch gegen Schulers Bruder Warren Hance ein, da dieser der Halter des Unfallfahrzeugs gewesen war
Im Juli 2011 erhob Schulers Schwägerin Jackie Hance wegen seelischer und körperlicher Leiden ihrer Töchter Klage gegen Daniel Schuler. Am 26. Juli 2011, einen Tag nach der Premiere des HBO-Dokumentarfilms Something Wrong with Aunt Diane von Liz Garbus, gab Daniel Schuler an, den Staat New York wegen unzureichender Beschilderung und seinen Schwager als Fahrzeughalter verklagen zu wollen.

## Folgen des Unfalls

### Child Passenger Protection Act
Im August 2009 schlug der Gouverneur von New York David Paterson ein Gesetz vor, das Fahren unter Drogeneinfluss als Kapitalverbrechen einstuft, sofern sich eine Person unter 16 Jahren im Wagen aufhält. Das Gesetz gilt seit dem 18. November 2009 als Child Passenger Protection Act im Staat New York.

### The Hance Family Foundation
Jackie und Warren Hance gründeten die eine Stiftung in Gedenken an ihre drei Töchter. Das Ziel der Stiftung ist es, junge Mädchen zu unterstützen, Selbstbewusstsein zu erlangen und anderen Menschen zu helfen.